# Leônidas
(Eduardo Galeano)
Leônidas da Silva (leˈõnidɐz dɐ ˈsiwvɐ; Rio de Janeiro, 6 settembre 1913 – Cotia, 24 gennaio 2004) è stato un calciatore e allenatore di calcio brasiliano, di ruolo attaccante.

## Caratteristiche tecniche
Soprannominato diamante nero, quasi a voler accostare il colore della pelle alla purezza della tecnica, ma anche l'uomo di gomma, per la grande agilità e la morbidezza dei gesti, Leônidas era un grande funambolo del dribbling, dalle eccelse capacità acrobatiche sotto porta: celebre la sua rovesciata, nota come bicicleta, con cui egli divenne uno dei più prolifici attaccanti degli anni trenta.

## Carriera

### Club
Dopo una trafila nelle squadre della natìa Rio (Sírio Libanês, Bonsucesso e São Cristovão), nel 1933 si guadagnò la convocazione nella nazionale brasiliana con cui esordì realizzando una doppietta, che gli valse la chiamata dal primo grande club, gli uruguayani del Peñarol.
L'anno dopo tornò in patria, al Vasco da Gama, con cui vinse il campionato.
Nel 1935 Leônidas passò al Botafogo, con cui vinse nuovamente il campionato. Nel 1936 si accasò al Flamengo, club con cui avrebbe giocato fino al 1942. In quell'anno passò al San Paolo, con cui abbandonò la carriera nel 1950. Tre anni dopo divenne allenatore del team paulista, ma l'esperienza non fu delle migliori e Leônidas passò a lavorare come commentatore radiofonico, prima di aprire un negozio di arredamento a San Paolo.

### Nazionale
Nel 1934 partecipò ai Mondiali d'Italia: la Seleção uscì al primo turno, sconfitta a Genova 3-1 dalla Spagna (il gol brasiliano fu segnato proprio da Leônidas).
Legò il suo nome principalmente ai Mondiali di Francia nel 1938. L'obiettivo era la vittoria finale, ma il cammino del Brasile fu arduo. Negli ottavi la Seleção era attesa dalla Polonia e il terreno del "Meinau" di Strasburgo, in cattive condizioni a causa della pioggia incessante, era pesantissimo: nonostante ciò andò in scena una partita superba, con i due campioni, Leônidas da una parte e Ernst Willimowski dall'altra, che realizzarono rispettivamente 3 e 4 goal. La spuntarono, solo ai supplementari, i brasiliani con un roboante 6-5. Nei quarti al Brasile occorsero due incontri (1-1 e 2-1, un goal di Leônidas in ambedue i match) per eliminare un'altra grande del tempo, la Cecoslovacchia. In semifinale il Brasile raggiunse l'Italia campione del mondo in carica, ma la Seleção scese in campo senza Leônidas. Secondo alcuni il ct brasiliano Pimenta, convinto della vittoria (al punto che i brasiliani avevano già prenotato l'aereo per Parigi, teatro della finale), aveva concesso un turno di riposo al campione per averlo più fresco in finale. Tuttavia altre fonti affermano che il fuoriclasse brasiliano fosse effettivamente infortunato. Però gli azzurri, che di lì a poco avrebbero bissato il successo di quattro anni prima, batterono il Brasile 2-1. Per Leônidas le uniche consolazioni vennero dal terzo posto conquistato a spese della Svezia (4-2, con sua doppietta) e dal titolo di capocannoniere del torneo con 7 gol.

## Statistiche
| Stagione  | Squadra       | Serie | Presenze | Reti |
| 1929-1930 | Bonsucesso    | C     | 30       | 35   |
| 1930-1931 | São Cristóvão | C     | 30       | 45   |
| 1931-1932 | São Cristóvão | B     | 30       | 40   |
| 1932-1933 | São Cristóvão | A     | 30       | 24   |
| 1933-1934 | Peñarol       | A     | 30       | 20   |
| 1934-1935 | Vasco da Gama | A     | 29       | 27   |
| 1935-1936 | Botafogo      | A     | 33       | 42   |
| 1936-1937 | Flamengo      | A     | 30       | 20   |
| 1937-1938 | Flamengo      | A     | 34       | 27   |
| 1938-1939 | Flamengo      | A     | 33       | 24   |
| 1939-1940 | Flamengo      | A     | 33       | 51   |
| 1940-1941 | Flamengo      | A     | 34       | 50   |
| 1941-1942 | Flamengo      | A     | 0        | 0    |
| 1942-1943 | Flamengo      | A     | 34       | 50   |
| 1943-1944 | San Paolo     | A     | 32       | 33   |
| 1944-1945 | San Paolo     | A     | 33       | 28   |
| 1945-1946 | San Paolo     | A     | 33       | 20   |
| 1946-1947 | San Paolo     | A     | 31       | 18   |
| 1947-1948 | San Paolo     | A     | 34       | 15   |
| 1948-1949 | San Paolo     | A     | 34       | 15   |
| 1949-1950 | San Paolo     | A     | 15       | 2    |

### Cronologia presenze e reti in nazionale[10][11][12]
| Cronologia completa delle presenze e delle reti in nazionale ― Brasile | Cronologia completa delle presenze e delle reti in nazionale ― Brasile | Cronologia completa delle presenze e delle reti in nazionale ― Brasile | Cronologia completa delle presenze e delle reti in nazionale ― Brasile | Cronologia completa delle presenze e delle reti in nazionale ― Brasile | Cronologia completa delle presenze e delle reti in nazionale ― Brasile | Cronologia completa delle presenze e delle reti in nazionale ― Brasile | Cronologia completa delle presenze e delle reti in nazionale ― Brasile |
| Data                                                                   | Città                                                                  | In casa                                                                | Risultato                                                              | Ospiti                                                                 | Competizione                                                           | Reti                                                                   | Note                                                                   |
| ---------------------------------------------------------------------- | ---------------------------------------------------------------------- | ---------------------------------------------------------------------- | ---------------------------------------------------------------------- | ---------------------------------------------------------------------- | ---------------------------------------------------------------------- | ---------------------------------------------------------------------- | ---------------------------------------------------------------------- |
| 4-12-1932                                                              | Montevideo                                                             | Uruguay                                                                | 1 – 2                                                                  | Brasile                                                                | Copa Rio Branco                                                        | 2                                                                      |                                                                        |
| 27-5-1934                                                              | Genova                                                                 | Brasile                                                                | 1 – 3                                                                  | Spagna                                                                 | Mondiali 1934 - Ottavi di finale                                       | 1                                                                      |                                                                        |
| 3-6-1934                                                               | Belgrado                                                               | Jugoslavia                                                             | 8 – 4                                                                  | Brasile                                                                | Amichevole                                                             | 2                                                                      |                                                                        |
| 5-6-1938                                                               | Strasburgo                                                             | Brasile                                                                | 6 – 5                                                                  | Polonia                                                                | Mondiali 1938 - Ottavi di finale                                       | 3                                                                      |                                                                        |
| 12-6-1938                                                              | Bordeaux                                                               | Brasile                                                                | 1 – 1                                                                  | Cecoslovacchia                                                         | Mondiali 1938 - Quarti di finale                                       | 1                                                                      |                                                                        |
| 14-6-1938                                                              | Bordeaux                                                               | Brasile                                                                | 2 – 1                                                                  | Cecoslovacchia                                                         | Mondiali 1938 - Quarti di finale (ripetizione)                         | 1                                                                      |                                                                        |
| 19-6-1938                                                              | Bordeaux                                                               | Brasile                                                                | 4 – 2                                                                  | Svezia                                                                 | Mondiali 1938 - Finale 3º/4º posto                                     | 2                                                                      | }                                                                      |
| 15-1-1939                                                              | Rio de Janeiro                                                         | Brasile                                                                | 1 – 5                                                                  | Argentina                                                              | Copa Roca                                                              | 1                                                                      |                                                                        |
| 22-1-1939                                                              | Rio de Janeiro                                                         | Brasile                                                                | 3 – 2                                                                  | Argentina                                                              | Copa Roca                                                              | 1                                                                      |                                                                        |
| 18-2-1940                                                              | San Paolo del Brasile                                                  | Brasile                                                                | 2 – 2                                                                  | Argentina                                                              | Copa Roca                                                              | 2                                                                      |                                                                        |
| 25-2-1940                                                              | San Paolo del Brasile                                                  | Brasile                                                                | 0 – 3                                                                  | Argentina                                                              | Copa Roca                                                              | -                                                                      |                                                                        |
| 10-3-1940                                                              | Buenos Aires                                                           | Argentina                                                              | 2 – 3                                                                  | Brasile                                                                | Copa Roca                                                              | 1                                                                      |                                                                        |
| 17-3-1940                                                              | Buenos Aires                                                           | Argentina                                                              | 5 – 1                                                                  | Brasile                                                                | Copa Roca                                                              | 1                                                                      |                                                                        |
| 24-3-1940                                                              | Rio de Janeiro                                                         | Brasile                                                                | 3 – 4                                                                  | Uruguay                                                                | Copa Rio Branco                                                        | 1                                                                      |                                                                        |
| 31-3-1940                                                              | Rio de Janeiro                                                         | Brasile                                                                | 1 – 1                                                                  | Uruguay                                                                | Copa Rio Branco                                                        | 1                                                                      |                                                                        |
| 16-12-1945                                                             | San Paolo del Brasile                                                  | Brasile                                                                | 3 – 4                                                                  | Argentina                                                              | Copa Roca                                                              | -                                                                      |                                                                        |
| 20-12-1945                                                             | Rio de Janeiro                                                         | Brasile                                                                | 6 – 2                                                                  | Cile                                                                   | Copa Roca                                                              | 1                                                                      |                                                                        |
| 23-12-1945                                                             | Rio de Janeiro                                                         | Brasile                                                                | 3 – 2                                                                  | Argentina                                                              | Copa Roca                                                              | -                                                                      |                                                                        |
| 29-1-1946                                                              | Buenos Aires                                                           | Brasile                                                                | 1 – 1                                                                  | Paraguay                                                               | Campeonato Sudamericano de Football                                    | -                                                                      |                                                                        |
| Totale                                                                 |                                                                        | Presenze                                                               | 19                                                                     |                                                                        | Reti (20º posto)                                                       | 21                                                                     |                                                                        |

## Palmarès

### Club
- Campionato Carioca: 3

Vasco da Gama: 1934
Botafogo: 1935
Flamengo: 1939
- Campionato paulista: 5

San Paolo: 1943, 1945, 1946, 1948, 1949

### Nazionale
- Copa Rio Branco: 1

1932
- Copa Roca: 1

1945

### Individuale
- Capocannoniere del Campionato Carioca: 2

1938 (16 gol), 1940 (30 gol)
- Capocannoniere del campionato mondiale di calcio: 1

Francia 1938 (7 gol) 
- All-Star Team del mondiale: 1[15]

Francia 1938